# Suicidal Tendencies
Suicidal Tendencies (с англ. — «Суицидальные наклонности») — культовая кроссовер-трэш-группа, основанная в 1981 году в пригороде Лос-Анджелеса, Венис-Бич, штат Калифорния. Единственный постоянный участник группы со времени её основания — вокалист Майк Мьюир. Стилевые и жанровые рамки творчества группы за все время её существования постоянно изменялись. «Ожидай неожиданного», — так Майк Мьюир характеризует собственное стремление к развитию и совершенствованию. На заре своей творческой деятельности Suicidal Tendencies играли жёсткий хардкор-панк (1983), позже, в середине-конце 80-х годов, это был кроссовер-трэш (1987—1988).
Особого признания группа добилась в начале 90-х годов. Это период (1989—1994) принято считать «золотым» или «классическим»: в составе группы появился Роберт Трухильо, с приходом которого группа обрела неповторимый собственный стиль, сочетавший в себе особенности скоростного трэш-метал и традиционного фанка. Знаковым моментом для Suicidal Tendencies считается 1992 год. В это время группа начинает работу с новым продюсером — Полом Нортфилдом (продюсер Queensryche). Звучание группы очень сильно изменилось в сторону прогрессивного металла, но по-прежнему, Suicidal Tendencies оставались панк-группой. Параллельно с Suicidal Tendencies, Майк Мьюир и Роберт Трухильо организовали в 1989 году панк-фанковый проект Infectious Grooves, который тут же стал едва ли не популярней Suicidal.
В 1994 году на концерте в Санта-Моника Холл, где Suicidal Tendencies были хедлайнерами, Майк Мьюир официально объявил о роспуске группы в связи с крупными разногласиями с выпускающим лейблом группы — Epic Records (Sony). Музыкальная карьера его получила продолжение сразу в виде 2-х проектов: Cyco Miko — сольный проект, в студийных записях которого участвовал переехавший в США в 1994 году Стив Джонс, знаменитый гитарист Sex Pistols; и, возобновивший свою деятельность, независимый звукозаписывающий лейбл Suicidal Records, основанный Мьюиром в 1985 году. На Suicidal Records с 1996 года выходят все альбомы Suicidal Tendencies. Последний альбом группы Still Cyco Punk After All These Years вышел в 2018 году.

## История

### Период хардкор-панка (1981—1983)
Майк Мьюир образовал Suicidal Tendencies в 1981 году. Мотивы были просты — Майк поступил в колледж Санта-Моники и переехал в дом к своему старшему брату, Джиму Мьюиру, профессиональному скейтеру, участнику легендарной команды Z-Boys. В пригородах Лос-Анджелеса, каким и был по сути Венис-Бич, для оплаты аренды, частенько устраивались хаус-пати, домашние вечеринки для соседей. Для выступления на таких вечеринках, Майк и собрал группу. В первый состав группы вошли Майк Даннинген (бас-гитара), Майк Болл (гитара) и Карлос Эгерт (барабаны). По одной из версий, название группы Мьюир взял по названию лечебницы для душевнобольных на Вест Сайде Лос-Анджелеса, которая ныне уже не существует. Сам он говорит, что название пришло к нему, когда он смотрел на скейтеров, которые каждый раз преодолевают страх перед травмами, вставая на скейт. В этом виделся вызов, пренебрежение нормами и самим инстинктом самосохранения.
Несмотря на частые смены состава, группа быстро переросла формат «домашней вечеринки» и для своих выступлений начала арендовать помещения, мало-мальски подходящие для выступлений. В 1982 году, Suicidal Tendencies записывают первую демозапись Rollerworks, одна из песен которой, I Saw Your Mommy, выходит на сборнике Slamulation. Сюжет песни был взят из газетной колонки, текст был положен Майком на стихотворный размер и подан в саркастической манере. Группа исполняет на концертах эту песню до сих пор. После выхода сборника, на группу обратили внимание. Майк Мьюир впервые упоминается в прессе в журнале Penthouse в статье Slamdancing in a Fast City. Первое появление его группы на телеэкране состоялось в фильме Surfpunks в 1982 году.
Панк-журнал Flipside в 1982 году, по итогам голосования читателей признал Suicidal Tendencies одновременно и лучшей и худшей группой Лос-Анджелеса. Фотограф Глен Е. Фридмен, публиковавший фотографии скейтеров Лос-Анджелеса и издававший собственный панк-зин My Rules, стал продюсером первого альбома группы на лейбле Frontier Records. Группа записала 12 песен в течение одного вечера, а Глен сделал фотографии и дизайн обложки для дебютного альбома, который так и назывался, Suicidal Tendencies. В записи альбома принимали участие бас-гитарист Луичи Майорга, гитарист Грант Эстес и барабанщик Эмери Смит. На автомобиле отца Эмери Смита группа и отправилась в свой первый тур по Соединённым Штатам.
В 1983 же году Suicidal Tendencies запретили выступать в городе Лос-Анджелесе. Группу подозревали в связях с бандой Venice 13, организованным комьюнити выходцев из Латинской Америки и Ирландии. В основном, потому что группа имела особый стиль в одежде: синие банданы, рубахи, застегнутые на одну верхнюю пуговицу, характерный для членов банды. Эмери Смит, барабанщик группы, на фотографиях к дебютному альбому щеголяет в бейсболке с надписью Venice 13. («Эту кепку наш басист Луиче позаимствовал у старшего брата. У нас почти все знакомые были бандитами», — так сам Эмери комментирует появление кепки). Поводом же для пристального внимания служб безопасности и полиции к группе послужила смерть девушки на одном из концертов группы. Запрет на выступления длился до 1991 года.

### Suicidal Records (1985—1987)
Считается, что Suicidal Tendencies временно прекратили существование в 1983 году. Однако, это не совсем так. Майк и Джим Мьюиры основали независимый звукозаписывающий лейбл Suicidal Records. Целями лейбла были выпуск как альбомов Suicidal Tendencies, так и групп соседского окружения Венис-Бич и Санта-Моники. Дебютным релизом этой небольшой звукозаписывающей компании стала пластинка Welcome To Venice, сборник, на котором дебютировали такие группы, как No Mercy, Beowulf и Excel. Также, в процессе записи этого сборника образовался проект под названием Los Cycos, состоявший из участников Suicidal Tendencies (Рокки Джорджа, Майка Мьюира) и No Mercy (Майка Кларка и Сэла Троя). Песня Los Cycos «It’s Not Easy» была переиздана позже, в 1989 году, на альбоме Suicidal Tendencies Controlled By Hatred/ Feel Like Shit... Deja Vu. Открывал компиляцию трек Suicidal Tendencies, записанный в составе Майк Мьюир, Луиче Майорга, Рокки Джордж и Ральф Эррера — (Look Up!)The Boys Are Back.
Всего на Suicidal Records выпущено 4 альбома: упомянутая компиляция Welcome To Venice (1985), дебютный альбом Beowulf (1986), дебютный (и единственный) альбом No Mercy «Widespread Bloodshed, Love Runs Red» (1986) и альбом группы Excel «Split Image» (1987).
В процессе деятельности лейбла Suicidal Records, Майк Мьюир пришёл к решению, что для издание альбома Suicidal Tendencies, всё же, лучше будет найти выпускающую компанию с более мощными возможностями, особенно в организации дистрибуции альбомов. Таким образом, он пришёл на Caroline Records, низкобюджетное отделение звукозаписывающего гиганта Virgin Records. На Caroline Records позже были изданы и последующие альбомные работы Excel «Tapping Into Eternal Void» и Beowulf 1988 года Lost My Head… But I’m Back on the Right Track.

### Virgin Records (1987—1988)
В 1987 году вышел альбом группы Join The Army, записанный в том же составе, что принимал участие в записи Welcome To Venice: Майк Мьюир (вокал), Луичи Майорга (бас-гитара), Рокки Джордж (соло-гитара), Ральф Эррера (барабаны). Критики характеризовали альбом, как переход группы к «металлическому» звучанию. Действительно, от сырой экспрессии хардкорного дебюта группы не осталось и следа. Это была иная музыка, более профессиональная и интересная, в основном, за счёт проникновенного вокала Майка и своеобразных, «джазовых» соло Рокки. Альбому предшествовал макси сингл Possessed To Skate, ставший гимном скейтеров на долгие годы. Эту песню группа записала годом ранее, для художественного фильма Thrashing, рассказывавшего о противоборстве двух банд скейтеров в Лос-Анджелесе.
Следующий альбом на Virgin Records вышел в 1988 году. Он назывался длинным названием How Will I Laugh Tomorrow When I Can't Even Smile Today. Группа становится квинтетом: Майк Мьюир приглашает в Suicidal ритм-гитариста Майка Кларка, с которым он работал в No Mercy над альбомом Widespread Bloodshed Love Runs Red. No Mercy к 1988 году фактически прекратили своё существование. В процессе записи How Will I Laugh и в Suicidal Tendencies произошли серьёзные разногласия между Луичи Майоргой и Майком Мьюиром и Луиче, записав лишь несколько басовых партий, покинул группу. На его место в Suicidal Tendencies был рекрутирован Боб Хиткоут. Его порекомендовал Рокки Джордж, учившийся с Бобом в колледже Калвер-Сити. До колледжа, Боб Хиткоут играл в группе одного из бывших участников ST, Йона Нельсона. Звучание группы стало ещё более тяжёлым: новый ритм-гитарист оказался настоящей рифф-машиной. Альбом состоял практически из одних хитов, он вошёл в Billboard Top 200 за номером 111. На песню Trip At The Brain был снят видеоклип, замечательный тем, что в роли полковника ВВС в нём снялся не кто иной, как тогда уже знаменитый киноактёр Джон Кьюсак. По слухам, не взявший за свою 3-х секундную роль ни цента.

### Классический состав группы. Годы на Epic Records. (1989—1994)
С Бобом Хиткоутом Suicidal Tendencies пришлось расстаться. «Никаких серьёзных противоречий между нами не было. Мы с ним были просто слишком разными людьми», — так мотивирует уход Боба из группы Майк Мьюир. Без басиста группа записывает две демозаписи — мини-альбомы Controlled By Hatred и Feel Like Shit. Deja Vu. Басовые партии на них записывал Рокки Джордж, вопреки существующей интернет-легенде о том, что Stymee — это псевдоним пришедшего в группу по рекомендации Рокки нового музыканта (и опять это был соученик Рокки по колледжу Калвер-Сити) — Роберта Трухильо. Слово Stymee возникло из вежливого отказа Роберта быть кредитованным на обложке готовящегося к выпуску на мэйджор-лейбле Epic Records альбома (который по сути состоял из двух записанных прежде демо): «It’s ST, why me? (Это ST, почему я?)», — из этой фразы Рокки Джордж придумал акроним St-y-mee. До участия в Suicidal Tendencies, Роберт играл музыку фанк, соул и фьюжн. С убойным стилем thrash metal он столкнулся впервые. Его необычная для металлической группы манера игры пришлась по вкусу Майку.
В поддержку альбома Controlled By Hatred/ Feel Like Shit... Deja Vu группа отправляется в первое мировое турне, разогревая на концертах нью-йоркскую трэш-команду Anthrax.
Очевидный успех альбома 1989 года (он получил статус «Золотого») обеспечил продление контракта с Epic Records.
В том же 1989 году, Майк и Роберт Трухильо начинают работу над совместным проектом несколько иного, чем Suicidal Tendencies толка: Infectious Grooves.
Продюсером Suicidal Tendencies становится продюсер Anthrax, Марк Додсон. С ним группа записывает сразу два альбома: Lights, Camera, Revolution и Still Cyco After All These Years. Первый — это абсолютно новые песни, написанные с участием Роберта. Совершенно новый неожиданный ракурс жанра thrash metal с характерными фанковыми басовыми партиями. Второй — это переигранные в новом составе 12 боевиков с дебютной пластинки Suicidal Tendencies. «Наш первый альбом очень хорош, но Frontier records его уже не выпускают, а многие наши поклонники хотели бы его приобрести. Старым же фанатам мы хотели предоставить возможность оценить, как изменилась группа за эти годы». (Майк Мьюир о перезаписи старого материала). Выпуск Still Cyco Epic Records отложили до 1993 года. А вот альбом Lights, Camera, Revolution вышел в 1991 году, сразу после того, как группа вернулась из тура Clash of the Titans, годе она делила сцену с монстрами Thrash metal, такими, как Megadeth и Slayer. Лидер Megadeth в одном из интервью, предшествовавших туру назвал Suicidal Tendencies щенками. Зная вспыльчивый характер Майка и его ещё недавнее прошлое, связанное с бандитскими группировками Лос-Анджелеса, общественность ждала публичной драки между Дэйвом Мастейном и Майком Мьюиром, но драки не состоялось. Metal Hammer после тура Clash Of The Titans назвал Майка Мьюира «самым злобным вокалистом в роке после Энгри Андерсона (Rose Tattoo)».
Альбом Lights, Camera, Revolution входит в Топ 200 Billboard за номером 101, номинируется на Grammy в Best Metal Act (победителем номинации становится Metallica с кавер-версией Stone Cold Crazy). А группа отправляется в новый тур, на сей раз открывая выступления Queensryche. Этот тур оказал на Майка и его товарищей очень большое влияние. Наблюдая за игрой, манерой и техникой исполнения флагманов прог-металла, Майк пришёл к выводам, что и звучание Suicidal Tendencies должно стать более техничным, более профессиональным. Для реализации этой цели Suicidal приглашают сразу двух продюсеров Queensryche: Пола Нортфилда, который работает с Suicidal Tendencies до сих пор, и Питера Коллинза. С ними ST записывают альбом Art Of Rebellion. Во время записи альбома группу покидает Р. Дж. Эррера, поэтому партии барабанов для альбома пишет Джош Фриз, молодой, но профессиональный студийный барабанщик, успевший поработать до ST с такими группами, как The Vandals, Static X и Rob Zombie. Art Of Rebellion, несмотря на прохладные отзывы критики, становится золотым и входит в билбордовскую сотню за номером 52.
Оказавшись без концертного барабанщика, группа принимает решение отказаться от мирового турне в поддержку альбома. Майк Мьюир и Роберт Трухильо сосредотачиваются на своём, уже успевшем нашуметь, проекте, Infectious Grooves.
В 1993 году, к 10-летнему юбилею первого альбома Suicidal Tendencies, Epic Records выпускает записи двухгодичной давности, альбом Still Cyco After All These Years. Версия бессмертного хита группы Institutionalized, перезаписанная на этой пластинке, также номинируется на Grammy вместе с Megadeth, White Zombie, Ozzy и Iron Maiden. Граммофон достаётся британцам, а группа нанимает нового барабанщика. Им становится малоизвестный, но амбициозный музыкант из Пенсильвании — Джимми ДеГрассо. На сей раз Suicidal Tendencies активно гастролируют по миру почти весь 1993 год, разогревая шоу Metallica, Megadeth, Guns'n'Roses и (традиционно) Anthrax.
В апреле 1994 года на Epic Records выходит их восьмая студийная работа — Suicidal For Life. Очень плотный мощный звук гитар, фанковый грув и ломовые молотильные thrash-ритмы сделали эту работу самым лучшим, что выпускала группа до сих пор альбомом. Альбом был полон нецензурной лексики, из-за чего у группы начались серьёзные трения с выпускающим лейблом. Сразу после выхода Suicidal For Life, Майк Мьюир в родной Санта-Монике, на вершине славы, объявляет о роспуске группы Suicidal Tendencies.

### Исход из Epic (1995—1997)
После официального роспуска группы, Майк Мьюир записывает несколько песен с давним знакомым своего старшего брата Джима — Стивом Джонсом, экс-гитаристом Sex Pistols. Этот проект получил название Cyco Miko. Выполняя обязательства перед Epic, Майк выпускает эти записи в виде альбома Cyco Miko Lost My Brain! (Once Again) в 1995 году. В том же году уходит Рокки Джордж. На его место Майк выбирает никому не известного тогда парня по имени Дэйв Нэсси. В таком составе, под марками Cyco Miko и Infectious Grooves, в компании с давним приятелем, Майком «Милкбоуном» Дженсеном и его новой группой Creeper, бывшие Suicidal проводят время в турне почти полтора года. Эту компанию Майк в шутку называет «Автобус, полный уродов» (Bus Load of Freaks).
Будучи без выпускающего лейбла, Майк решает возродить идею собственного звукозаписывающего лейбла Suicidal Records. Вся компания «Автобуса» записывает по несколько треков, которые становятся основой для первого релиза Suicidal Records после возобновления его деятельности. Он назывался Suicidal Friends and Family (Epic Escape) и вышел в 1997 году. Диск успешно продавался на концертах «Автобуса».

### 1997—2000
Всё было бы хорошо, но из группы уходит басист Suicidal и Infectious — Роберт Трухильо. После долгих размышлений и кастингов, Майк Мьюир формирует новый состав Suicidal Tendencies, в который входят: Дин Плезентс (гитарист Infectious Grooves с 1989 года), Майк Кларк, Джош Пол (молодой талантливый техничный бас-гитарист), Брукс Вэккерман (молодой неизвестный барабанщик). В этом составе Suicidal радуют поклонников мини-альбомом Six The Hard Way в 1998 году, а год спустя — полноформатным диском Freedumb, на котором группа предстала вновь в неожиданном ракурсе. Их новый стиль сочетал в себе ярость и мощь хардкор-панка, фанковый грув и скорость традиционного thrash-metal. Это опять было явление из серии «Ожидай неожиданное», но оно пришлось по вкусу как старым фанатам группы, так и привлекло внимание массы новых поклонников.
Следующий альбом Suicidal Tendencies, Free Your Soul and Save My Mind выходит на Suicidal Records в 2000 году. Его продюсер — Пол Нортфилд, добивается от пластинки весьма необычного, глубокого звучания. Suicidal Tendencies обретают полную независимость от причуд большого шоу-бизнеса.

### 2001—настоящее время
В 2001 году выходит очередной сплит-альбом Suicidal Records — Suicidal Friends and Family II. На нём, кроме знакомых уже нам по первому сплиту F&F Suicidal Tendencies, Infectious Grooves, Cyco Miko и Creeper выходят такие группы, как Jeremiah Weed and the Bad Seed, The Missile Girl Scoot, No Mercy Fool!, The Funeral Party, My Head, Zen Voudou. Настоящим сюрпризом для всех поклонников Infectious Grooves стало явление самого Аладдина Сулеманаджика Сарсиппиуса с сольным выступлением на большой сцене под аккомпанемент Infectious Grooves с хит-синглом Whip Cream!! (You know I move your booty!)
Следующие два года группа активно гастролирует хэдлайнером на европейских и американских фестивалях. В 2002 году из группы уходят барабанщик Брукс и басист Джош. Первый присоединился к Bad Religion, второй — к группе Kelly Osbourne. На их место Майк Мьюир пригласил молодых, но уже именитых джазовых музыкантов, братьев Бруннер — Стива (бас-гитара) и Рона (барабаны). В начале 2003 года Майк Мьюир, во время Eastpack Resistance Tour во Франции, падает со сцены и серьёзно повреждает позвоночник.
С 2003 по 2007 год группа фактически находилась в отпуске, музыканты занимались сторонними проектами, в то время, как Майк Мьюир пережил две серьёзных операции на позвоночнике, прошёл курс реабилитационной терапии.
В 2005 году было лишь два выхода Suicidal Tendencies на сцену. Первый раз — на презентации художественного фильма о банде скейтеров Z-Boys «Lords Of Dogtown». И второй раз — в октябре, на большом концерте в Grand Olympic Auditorium, где Suicidal выступили в компании с Germs и Dead Kennedys. Этот концерт снимался на видео и материалы записей должны войти в готовящийся к выпуску официальный концертный DVD группы.
После этого концерта, Майк опять оказался на больничной койке и от группы не было никаких новостей вплоть до начала 2007 года, когда Suicidals объявили о начале мирового тура. В рамках этого тура группа впервые посетила Россию, дав два концерта в Москве и Санкт-Петербурге.
В конце 2008 года Suicidal Tendencies на место ранее выбывших барабанщиков Рона Бруннера и участвовавшего в российских концертах Дэйва Идальго, рекрутировали молодого парня Эрика Мора. На радость всем поклонникам, после 9 лет «молчания», на Suicidal Records вышел сплит-альбом Year Of The Cycos, состоящий как из переигранных номеров ST и IG, так и из ранее неиздававшихся песен Cyco Miko и No Mercy Fool! Настоящим сюрпризом для фанатов стало явление двух новых песен: Come Alive! Suicidal Tendencies и It’s The Groove, Don’t Fight It от Infectious Grooves.
В многочисленных интервью в 2009 году участники группы сообщали, что новый альбом группы обязательно будет в 2009 году, однако, окончательная дата релиза так и не объявлена. В итоге, новый альбом «13» вышел только в 2013 году.
20 февраля 2016 года группа представила бывшего ударника Slayer Дэйва Ломбардо как сессионного участника предстоящего тура с Megadeth. Впоследствии Ломбардо стал постоянным участником коллектива. В мае этого же года ритм-гитарист Нико Сантора объявил о своём уходе из группы и желании сфокусироваться на своём новом проекте Lillake. Его место занял Джефф Поган.
17 июля 2016 года ST объявили что их новый альбом находится в финальной стадии микширования. Альбом получивший название World Gone Mad увидел свет 30 сентября 2016 года.
9 марта 2018 года вышел первый из двух запланированных на этот год релизов — мини-альбом Get Your Fight On!.
2 июля 2018 года ритм-гитарист Джефф Поган покинул команду по личным причинам.
Вторым релизом в 2018 году стал новый полноценный альбом, получивший название Still Cyco Punk After All These Years. Альбом увидел свет 7 сентября и включал в себя все перезаписанные песни с дебютного альбома Lost My Brain! (Once Again) сольного проекта Майка Мьюира Cyco Miko, за исключением двух треков «Cyco Miko Wants You» и «Ain’t Mess’n Around», а песня «Sippin' from the Insanitea» никогда ранее не издавалась. «Sippin' from the Insanitea» основана на инструментальной базе песни «Cyco Miko Wants You» , но с новым текстом и новой вокальной мелодией.
В качестве временного ритм-гитариста для концертов был приглашён Бен Вейнман из группы The Dillinger Escape Plan.
Барабанщик Грейсон Некрутман объявил 18 апреля 2023 года на своей странице в социальной сети, что заменит Брэндона Перцборна на посту барабанщика Suicidal Tendencies.

## Состав

### Нынешний состав
- Майк Мьюир — вокал (1981 — настоящее время)
- Дин Плезентс — соло-гитара (1996 — настоящее время)
- Бен Вейнман — ритм-гитара (2018- настоящее время)
- Тай Трухильо — бас-гитара (2021 — настоящее время)
- Джей Вайнберг — ударные (2024 — настоящее время)

### Бывшие участники
- Грант Эстес — гитара (1983)
- Рокки Джордж — соло-гитара (1985—1995)
- Майк Кларк — ритм-гитара (1988—2012)
- Нико Сантора — ритм-гитара (2012—2016)
- Луичи Майорга — бас-гитара (1982—1988)
- Боб Хиткоут — бас-гитара (1988)
- Роберт Трухильо — бас-гитара (1989—1995)
- Джош Пол — бас-гитара (1997—2002)
- Стив Бруннер — бас-гитара (2002—2011)
- Эмери Смит — барабаны (1983)
- Ральф Эррера — барабаны (1985—1991)
- Джимми Деграссо — барабаны (1994)
- Брукс Вакерман — барабаны (1997—2002)
- Рон Бруннер — барабаны (2003—2006)
- Тим Уильямс — бас-гитара (2011—2014)
- Эрик Мур — барабаны (2007—2014, 2014—2016)
- Джефф Поган — ритм-гитара (2016—2018)
- Ра Диаз — бас-гитара (2016—2021)
- Дэйв Ломбардо — барабаны (2016—2022)
- Брэндон Перцборн— барабаны (2018, 2022—2023)
- Грейсон Некрутман — ударные (2023—2024)

## Дискография
Студийные альбомы
- Suicidal Tendencies (1983, Frontier Records)
- Join the Army (1987, Caroline Records)
- How Will I Laugh Tomorrow When I Can't Even Smile Today (1988, Virgin Records)
- Controlled By Hatred/ Feel Like Shit... Deja Vu (1989, Epic Records)
- Lights, Camera, Revolution (1990, Epic Records)
- Art of Rebellion (1992, Epic Records)
- Suicidal for Life (1994, Epic Records)
- Freedumb (1999, Suicidal Records)
- Free Your Soul and Save My Mind (2000, Suicidal Records)
- 13 (2013, Suicidal Records)
- World Gone Mad (2016, Suicidal Records)
- Still Cyco Punk After All These Years (2018, Suicidal Records)

Мини-альбомы
- Six The Hard Way (1998, Suicidal Records)
- Get Your Fight On! (2018, Suicidal Records)

Сплит-альбомы
- Welcome to Venice (1985, Suicidal Records)
- Suicidal Friends and Family (1997, Suicidal Records)
- Suicidal Friends and Family II (2001, Suicidal Records)
- Year of the Cycos (2009, Suicidal Records)

Сборники
- F.N.G. (1992, Virgin Records)
- Prime Cuts (1997, Epic Records)
- Playlist: The Very Best of Suicidal Tendencies (2010, Legacy Records)